# Federación Peruana de Ciclismo
La Federación Peruana de Ciclismo es el máximo ente del ciclismo en el Perú y el representante del país ante la Unión Ciclista Internacional del deporte. Su actual sede se encuentra en la Villa Deportiva Nacional del distrito de San Luis, en la ciudad de Lima.
Su actual presidente es Gianni Delucchi, para el período 2025-2028.
La directiva está formada por:
- Presidente: Gianni Gigiotto Delucchi Piccone
- Vicepresidente: Yosip Renan Cabrera Requejo
- Secretario: Manuel Armando Chávez Sánchez
- Tesorero: Sebastián Perleche Torres
- Vocal: Lenin Ernesto Del Solar Medina

La Federación Peruana de Ciclismo cumplió 100 años de vida institucional el 25 de marzo del 2024. Entre sus títulos más recientes figura la medalla de oro conseguida por Hugo Ruiz Calle en los Juegos Panamericanos Santiago 2023, la primera presea dorada que alcanza este deporte en la historia de los Juegos.
Entre los éxitos alcanzados por el ciclismo peruano destaca la participación de 17 deportistas en diferentes Juegos Olímpicos (Royner Navarro fue el último en Tokio 2020) y alcanzar un récord mundial juvenil (Augusto Echecopar, diciembre 1989).